# Единство действий против контрреволюционного движения 30 сентября
Единство действий против контрреволюционного движения 30 сентября (индон. Kesatuan Aksi Pengganyangan Kontra Revolusi Gerakan September Tiga Puluh), KAP Gestapu — индонезийская антикоммунистическая организация 1965-1966 годов. Мобилизовала мусульманских активистов на антикоммунистической кампанию, в том числе на массовые убийства. Оказала значительную помощь индонезийской армии в разгроме КПИ и свержении президента Сукарно.

## Позиция
30 сентября 1965 года индонезийская армия подавила попытку ультралевого переворота, связанную с Компартией Индонезии (КПИ). Ответом на неудавшийся путч Унтунга стали мощные антикоммунистические выступления, в которых принимали самое активное участие члены мусульманских организаций. Мусульманские политические силы Индонезии стояли на позициях непримиримого антикоммунизма и негативно относились к правлению Сукарно.
Уже 1 октября лидер мусульманской молодёжи Субхан ЗЭ озвучил жёстко антикоммунистическое заявление Нахдатул Улама. 4 октября 1965 по его инициативе состоялось совещание нескольких мусульманских и католических организаций, разработавшее план действий по уничтожению коммунизма в Индонезии. На этом совещании был создан координационный центр антикоммунистических действий.
5 октября 1965 несколько мусульманских организаций опубликовали совместное заявление. Была поставлена задача ликвидации КПИ, искоренения коммунизма, идеологии и политических сил, ассоциируемых с движением 30 сентября. Выдвигались три основных требования: уничтожение КПИ, чистка госаппарата от сторонников коммунизма, популистская переориентация экономической политики — снижение цен и борьба с коррупцией.
При этом об отстранении от власти Сукарно поначалу речи не велось — наоборот, говорилось о «защите президента от контрреволюционных сил». Антикоммунистическая риторика выдерживалась в духе принципов индонезийской революции.

## Название
Новая структура, созданная на совещании 4 октября, получила название Единство действий против контрреволюционного движения 30 сентября — Kesatuan Aksi Pengganyangan Kontra Revolusi Gerakan September Tiga Puluh или сокращённо — KAP Gestapu, Единство против Гестапу. Одиозно-уничижительный термин Gestapu, с целенаправленной аллюзией, производился от Gerakan September Tiga Puluh — Движение 30 сентября — и обозначал ультралевых путчистов, коммунистов и им сочувствующих.
Соответственно своим функциям, KAP Gestapu часто именовался Координационный центр по разгрому движения 30 сентября или Координационный комитет мусульманских антикоммунистических организаций.

## Действия
В KAP Gestapu объединились мусульманские организации — Нахдатул Улама, Мухаммадия, молодёжная группировка Ансор, исламские студенческие союзы HMI, PII и ряд других. Формально единоличного лидера в структуре не было, но реально эту роль играл Субхан ЗЭ. Его ближайшими соратниками выступали лидеры HMI Суластомо, Сярифуддин Харахап, Исмаил Хасан Метареум, Мари Мухаммад, Дахлан Ранумихарджа.
KAP Gestapu сыграл важную роль в мобилизации мусульманской молодёжи на антикоммунистические демонстрации и прямые физические расправы. Боевики Ансор и HMI активно помогали армии в истреблении коммунистов. Они производили захваты штабов КПИ, участвовали в боестолкновениях и массовых убийствах. Наибольшую активность они развили на Яве и Суматре. При этом они также несли некоторые потери. Похороны погибших мусульман превращались в особо яростные демонстрации. Мусульманские боевики действовали в тесной координации со студенческим союзом КАМИ, который возглавлял Космас Батубара, союзом школьников КАППИ Джулиуса Усмана и Хюсни Тамрина, католическими активистами PMKRI.

Убийства были неизбежны, потому что 30 сентября поставило перед выбором: убей или будь убитым.

Суластомо

Наряду с армией и КАМИ—КАППИ, мусульманский координационный комитет KAP Gestapu выступил одной из главных сил разгрома КПИ и свержения Сукарно.

## Судьбы
После разгрома КПИ и отстранения от власти президента Сукарно задачи KAP Gestapu были выполнены и деятельность структуры постепенно прекратилась. При режиме Сухарто многие лидеры и активисты KAP Gestapu стали функционерами «нового порядка». В частности, Мари Мухаммад в последние годы правления Сухарто занимал пост министра финансов Индонезии, Исмаил Хасан Метареум возглавлял Партию единства и развития, был заместителем председателя Народного консультативного конгресса.
Исключение в этом смысле составил основатель KAP Gestapu: Субхан ЗЭ оставался в оппозиции и жёстко конфликтовал с Сухарто. В своих антиправительственных призывах он порой обращался к «джихадистской» риторике 1965—1966. В 1973 году Субхан ЗЭ погиб в автокатастрофе при непрояснённых до конца обстоятельствах.

## Наследие
Политическую традицию KAP Gestapu c 2000 года продолжает Антикоммунистический альянс, с 2007 — Антикоммунистический фронт Индонезии: группировка праворадикальной мусульманской молодёжи под руководством участника антикоммунистической резни 1960-х Бурхануддина ЗР.